# NGC 5635
NGC 5635 (другие обозначения — UGC 9283, MCG 5-34-49, ZWG 163.58, HARO 41, IRAS14263+2737, PGC 51706) — спиральная галактика (Sb) в созвездии Волопас.
Этот объект входит в число перечисленных в оригинальной редакции «Нового общего каталога».